# Menetia greyii
Menetia greyii — вид сцинкоподібних ящірок родини сцинкових (Scincidae). Ендемік Австралії. Вид названий на честь британського колоніального адміністратора Джорджа Грея.

## Поширення і екологія
Menetia greyii поширені маже по всій території Австралії, за винятком територій на схід від Великого Вододільного хребта, на північному сході Північної Території, на півострові Кейп-Йорк та на півдні Вікторії. Вони живуть в різноманітних природних середовищах, від сухих склерофільних лісів до помірних і тропічних лісів, в маллі та інших чагарникових заростях, на пустищах, в напівпустелях і пустелях. Ведуть денний, риючий спосіб життя. Живляться мурахами, термітами і павуками. Розмноження як партеногенезом, так і статевим шляхом. Відкладають яйця кілька разів на рік, в кладці 1-3 яйця.